# Fortress (игра)
Fórtress (рус. Крепость) — кодовое имя отменённой компьютерной игры в жанре Action/RPG для Microsoft Windows и игровых приставок PlayStation 3 и Xbox 360, которая разрабатывалась шведской компанией GRIN. Fortress должна была стать спин-оффом ролевой компьютерной игры Final Fantasy XII, разработанной и выпущенной Square Enix в 2006 году. Планировалось, что действие будет разворачиваться в вымышленном мире Ивалис (в котором происходили действия нескольких игр серии Final Fantasy). Разработка была начата во второй половине 2008 года; в игре должны были содержаться элементы из Final Fantasy XII (некоторые персонажи, Судьи, чокобо, монстры и др.).
Однако, Square Enix не платила GRIN несколько месяцев, а одной из претензий стал «нордический» стиль игры. Дизайнер Эрик Линдквист пытался приблизить её стиль к Final Fantasy XII, но за шесть месяцев деньги на счёт компании так и не поступили, после чего GRIN объявила о банкротстве и разработка игры была отменена. Затем появились слухи о том, что разработка продолжилась в другой студии, однако в 2011 году Мотому Торияма в интервью на выставке Electronic Entertainment Expo (E3) объявил, что игра «никогда не будет выпущена».

## Идея игры и разработка
Изначально планировалось, что Fortress будет оригинальной игрой в жанре фэнтези; её идею разработал Ульф Андерссон, совладелец компании GRIN. Предварительная стадия разработки началась во второй половине 2008 года. В игре использовался движок, совместимый с Microsoft Windows, PlayStation 3 и Xbox 360. Команда разработчиков под руководством креативного директора Ульфа Андерссона и художественного директора Андерса Де Гира, создала концепт-арт и трёхмерные объекты. За дизайн игры отвечал Эрик Линдквист. Гильом Мраз, дизайнер уровней, впоследствии рассказал, что дизайн должен был быть реалистичным, напоминая The Elder Scrolls V: Skyrim.
Fortress была представлена ряду издателей, один из которых — Ёити Вада, президент компании Square Enix, — заинтересовался идеей и нордическим стилем игры; он несколько раз посетил офис компании. После того как он увидел сражение с боссом в Bionic Commando, другой игре GRIN, разработанной по заказу Capcom, Вада решил, что Square Enix выпустит Fortres как спин-офф серии Final Fantasy. Когда было принято это решение, владельцы GRIN заявили: «Мы хотели прийти и революционно изменить Final Fantasy — им было нужно именно это».
События Fortress должны были разворачиваться в вымышленном мире Ивалис, примерно в том же временном отрезке, в котором происходило действие Final Fantasy XII. Были созданы концептуальные рисунки персонажей и мест в игре, а также рисунок Аше, одной из главных героинь Final Fantasy XII, Судьи (каста Судей также присутствовала в этой игре), чокобо и других привычных элементов серии. Кроме того, было создано демонстрационное видео, в котором, помимо других персонажей присутствовали Ларса Солидор и Баш фон Ронзенбург. Композитор Эрик Танберг отвечал за написание саундтрека, в который входила композиция, написанная на основе вступительной темы из игр серии Final Fantasy.
Согласно идее разработчиков, стиль игры должен был стать более нордическим, то есть нетипичным для Final Fantasy. Главной локацией игры должна была стать Крепость (англ. Fortress), расположенная на утёсе, в число других локаций входили равнины, леса, пустыни и снежные поля. Планировалось, что главными злодеями игры будут захватчики, пришедшие из-за моря, внешне похожие на викингов и носящие оружие и броню, украшенную изображениями морских чудовищ. Разработчики рассказывали, что одним из боссов был монстр, похожий на Мальборо (который встречался во многих играх серии Final Fantasy). Для победы над ним игрок должен был забраться на него, цепляясь за водоросли, чтобы бросать бомбы в уязвимые места. Сражения должны были носить крупномасштабный характер. Согласно наброскам по игре, которые были сфотографированы и выложены в Интернет журналистом Kotaku, сюжет Fortress должен был быть разделён по крайней мере на семь глав. К числу событий по ходу игры относились «дуэль между друзьями», «закладка бомб», «битва во внутреннем дворе» и прочие.

## Отмена проекта
Square Enix обязывалась заплатить GRIN 16,5 миллионов долларов за разработку Fortress, причём сумма была разбита на части; каждая часть должна была быть выплачена после успешного завершения отдельных этапов проекта. В первые два месяца GRIN не получала никакой оплаты, но Бо Андерссон, сооснователь компании, не волновался, так как считал, что подобные задержки случаются часто, и верил в проект. Однако следующие несколько месяцев также не были оплачены; за каждый месяц студия теряла 12 миллионов крон. GRIN пришлось закрывать все свои офисы, кроме главного офиса в Стокгольме, однако деньги не поступали. Square Enix практически перестала участвовать в проекте в мае 2009 года, когда в продажу поступили три других игры GRIN: Terminator Salvation, Wanted: Weapons of Fate и Bionic Commando, получившие отрицательные отзывы критиков и имевшие низкие уровни продаж. Square Enix потребовал GRIN выслать все материалы проекта по факсу, включая музыкальные файлы. Подобное требование было охарактеризовано Бо Андерссоном как «невероятно глупое, практически криминальное поведение». Затем в Square Enix было принято решение, что стиль игры необходимо изменить. Однако игра была так засекречена и столь часто подвергалась изменениям, что многие члены команды долгое время не знали, что она принадлежит к серии Final Fantasy. По словам Тони Холмстена, одного из художников, его команда узнала о том, что игра должна быть связана с Final Fantasy, лишь за два месяца до банкротства компании. Попытка изменить стиль игры не увенчалась успехом: позитивных отзывов так и не было получено; Square Enix выслала GRIN материалы, связанные с Final Fantasy XII, и сообщила, что Fortress «не подходит под стиль» серии. В результате GRIN сделали вывод, что не смогут удовлетворить требованиям заказчика.
В начале августа 2009 года представитель Square Enix позвонил в GRIN и сообщил о том, что оплата не поступит. Владельцы GRIN хотели обратиться в суд, но у них уже не было денег; после шести месяцев работы компания была вынуждена отменить разработку Fortress и работу над всеми другими проектами и объявить себя банкротом, так как законы Швеции налагают значительные штрафы на компании, которых ведут свои дела, имея крупные долги. Магнус Ирефорс, один из 3D-модельеров, работавший над Fortress, утверждал, что узнал об отмене проекта только в августе, и это был «удар ниже пояса: это был наш последний шанс снова встать на рельсы». В документах было указано, что Square Enix не посчитала поставленные перед разработчиками задачи «решёнными в надлежащем объёме»; Бо Андерссон, напротив, утверждал, что стадии проекта, утверждённые Square Enix, успешно выполнялись. Кроме того, по его словам, представитель Square Enix сообщил, что задокументированные стадии проекта направлялись не тому человеку — их следовало отправлять в юридический отдел. 12 августа 2009 года GRIN закрыла свои офисы, заявив, что задержка оплаты «от слишком многих издателей» привела к «невыносимым финансовым условиям». Также в своей прощальной записке работники упомянули свой «невыпущенный шедевр, который нам не дали закончить». Бё и Ульф Андерссоны называли отмену игры «предательством». Гильом Мраз, дизайнер уровней, утверждал, что GRIN игнорировала запросы от Square Enix на внесение изменений, а франшиза Final Fantasy слишком важна для этой компании, чтобы они могли смириться с таким поведением.

## Последующие события
После закрытия GRIN, фанаты узнали о работе над Fortress из резюме и портфолио бывших сотрудников компании. В январе 2010 года в Интернете появилось техническое демо, якобы связанное с Fortress. В описании говорилось, что сюжет игры разворачивается «спустя некоторое время после событий Final Fantasy XII: Revenant Wings»; кроме того, в качестве потенциального разработчика упоминалась Eidos Montreal, дочерняя компания Square. Отвечая на вопросы фанатов в мае 2010 года, Дэвид Хоффман, директор по развитию бизнеса в североамериканском подразделении Square Enix, упомянул Fortress, хотя и не подтверждая её существования: «Я не имел и не имею никакого отношения к проекту Fortress, о котором так много говорят». Некоторое время этот проект, всё ещё поддерживающийся Square Enix, разрабатывался неизвестной студией, но эта работа не закончилась ничем. В 2011 году Мотому Торияма, руководитель Final Fantasy XII: Revenant Wings, в своём интервью на выставке E3 официально заявил о том, что данный проект «заморожен», а игра «никогда не будет выпущена». Когда Ёсинори Китасэ спросили, возможна ли ситуация в будущем, когда разработкой игры серии Final Fantasy займётся западная компания, он ответил: «Если честно, мы не рассматриваем такой вариант». В 2012 году Эрик Танберг опубликовал музыкальную композицию, которая должна была появиться в игре.